# Rob Hauser
Robert Bernhard Hauser dit Rob Hauser (Amsterdam, 13 mars 1954) est un saxophoniste et compositeur néerlandais.

## Biographie
Dès l’âge de quatorze ans Rob Hauser est saxophoniste baryton du groupe de musique soul Side by Side. De 1971 à 1973, il prend des cours de composition, d'harmonie et de contrepoint auprès du compositeur et pianiste Harry Machielse.
En 1972, il participe à la fondation du légendaire groupe de théâtre musical Hauser Orkater (nl) qui connaît pendant dix ans durant un grand succès dans ses tournées aux Pays-Bas et à l’étranger. En France, la production « Regarde les hommes tomber » reçoit en 1980 le Prix du meilleur spectacle étranger du Syndicat de la critique.
Parallèlement, il entreprend des études approfondies de musique classique au Conservatoire national supérieur d’Utrecht. Il obtient en 1979 le diplôme d’enseignant et en 1980 celui de saxophone soliste. Plus tard, il enseigne une douzaine d’années dans ce même conservatoire.
Il est depuis 1985 membre de The Amsterdam Saxophone Quartet. Ce quatuor réalise concerts, master classes et produit de nombreux CD. 
À côté d’activités de mise en scène d’événements, Rob Hauser se consacre aujourd’hui essentiellement à la composition musicale. Il a écrit plusieurs pièces de musique symphonique et compose pour le théâtre, l’opéra, la comédie musicale, la danse. Il a également signé la musique originale de génériques de télévision, de près de deux cents films documentaires, de dramatiques télévisées et de films courts et longs métrages. 
Sa musique – influencée par une formation initiale de graphiste et une longue pratique de la scène théâtrale – révèle son goût pour les contrastes, les jeux entre l’ombre et la lumière, l’humour et la tragédie.

## Discographie
- Duke Ellington 'revisited' -  Amsterdam Saxophone Quartet & Han Bennink
- Encontros - The Amsterdam Saxophone Quartet & Fernando Valente
- The Amsterdam Saxophone Quartet - Frank Zappa Suite, Duke Ellington Suite, Portorican Suite, Süd American Suite
- West Side Story - The Amsterdam Saxophone Quartet & Jaap van Zweden
- Rhapsody in Blue, George Gershwin - The Amsterdam Saxophone Quartet & Daniel Wayenberg
- The Amsterdam Saxophone Quartet 2 - Meijering, Dikker, Heppener, Du Bois, Van Dijk, Ketting
- The Amsterdam Saxophone Quartet 3 - Pierre Vellones, Alexandre Glazounow, Alfred Desenclos